# 6月7日
6月7日（ろくがつなのか）は、グレゴリオ暦で年始から158日目（閏年では159日目）にあたり、年末まであと207日ある。

## できごと
- 671年（天智天皇10年4月25日） - 日本で、漏刻と鐘鼓による時報(水時計)を開始[1]。
- 871年（貞観13年5月16日） - 鳥海山が噴火[2]。
- 923年（延長元年閏4月20日） - 903年に大宰府で亡くなった菅原道真を右大臣に復し正二位を贈る。
- 1099年 - 第1回十字軍: エルサレム攻囲戦 が始まる。
- 1494年 - スペインとポルトガルの間でトルデシリャス条約が締結。新大陸における両国の境界を定める。
- 1520年 - フランスのカレー近郊でヘンリー8世とフランソワ1世との会見である金襴の陣が始まる。
- 1576年（天正4年5月11日） - 安土城天主（天守）が完成。
- 1628年 - イングランド王チャールズ1世が権利の請願受託の署名を行う。
- 1654年 - フランス王ルイ14世が戴冠。
- 1692年 - ジャマイカのポート・ロイヤルで大地震（英語版）。
- 1776年 - リチャード・ヘンリー・リーが、アメリカ独立を求めるリー決議を大陸会議に提出。
- 1868年（明治元年閏4月17日） -  明治政府が、長崎・浦上で発見されたキリシタンを流罪にする。（浦上四番崩れ）
- 1880年 - 太平洋戦争 (1879年-1884年): アリカの戦い（英語版）
- 1884年 - 商標条例制定。日本で商標の制度が始まる。
- 1905年 - ノルウェー議会でスウェーデン＝ノルウェー連合王国の解散を可決[3]。
- 1913年 - 北米大陸最高峰のマッキンリーに、アメリカの宣教師のスタックらが初登頂。
- 1919年 - セッテ・ジューニョの暴動（英語版）: マルタで、パンの公定価格の値上げに端を発し、イギリス支配に反対する住民の暴動が起こる。英軍が住民に発砲し、4人が死亡。
- 1920年 - 名古屋電気鉄道の車庫が全焼。91両が焼失[4]。
- 1921年 - 小協商: ルーマニア・ユーゴスラビア相互援助条約が締結される。
- 1921年 - 九州全域で豪雨。大分県内だけでも死者約200人[5]。
- 1924年 - 第二次護憲運動により清浦奎吾内閣が総辞職[6]。
- 1926年 - スペインの建築家、アントニ・ガウディがトラムに轢かれ重傷を負う。3日後に死亡[7]。
- 1935年 - スタンリー・ボールドウィンがイギリスの第59代首相に就任し、挙国一致の第3次ボールドウィン内閣（英語版）が発足。
- 1936年 - 多摩川スピードウェイにて第1回全国自動車競走大会が開催。
- 1938年 - DC-4Eが初飛行。
- 1939年 - 満蒙開拓青少年義勇軍壮行会が明治神宮外苑競技場にて開催[8]。
- 1941年 - アメリカ海軍の戦艦サウスダコタが進水。
- 1941年 - 愛知銀行・名古屋銀行・伊藤銀行が合併し東海銀行（現：三菱UFJ銀行）を設立[9]。
- 1942年 - 第二次世界大戦: ミッドウェー海戦が終結。
- 1942年 - 第二次世界大戦・アリューシャン方面の戦い: 日本軍がアリューシャン列島のキスカ島を占領[10]。
- 1945年 - 第二次世界大戦・日本本土空襲: 大阪大空襲。
- 1945年 - ノルウェー国王ホーコン7世が亡命先のイギリスから帰国[11]。
- 1948年 - チェコスロバキアのエドヴァルド・ベネシュ大統領が辞職。
- 1951年 - （旧）計量法公布[12]。
- 1951年 - 日本初の信販会社、日本信用販売（後の日本信販、現：三菱UFJニコス）が設立される[13]。
- 1955年 - 日本が関税および貿易に関する一般協定 (GATT) に加盟。
- 1955年 - 東京で第1回日本母親大会が開かれる。
- 1957年 - ヨーロッパ横断特急 (TEE) が運行開始。
- 1964年 - 松山市内で暴力団員同士が白昼に4時間にわたり銃撃戦を繰り広げる[14]。
- 1972年 - 富山市で暴動が発生、63人が検挙される。発端は若者の自動車による暴走行為で、見物人が商店に投石を始めて暴動となった[15]。
- 1981年 - イラク原子炉爆撃事件。イスラエル空軍がイラク・タムーズのオシラク原子炉を奇襲攻撃、破壊する。
- 1982年 - エルヴィス・プレスリーの自宅「グレイスランド」が、博物館として一般公開される[16]。
- 1983年 - 東鉄工業作業員宿舎放火殺人事件。
- 1986年 - 広島東洋カープの衣笠祥雄が日本プロ野球史上初の2,000試合連続出場を達成。
- 1991年 - ピナトゥボ山から高さ7,000メートルの噴煙が立ちのぼる。
- 1995年 - ユナイテッド航空をローンチカスタマーとしてボーイング777が運用開始。
- 1998年 - ル・マン24時間レースで、星野一義・鈴木亜久里・影山正彦のドライブする日産・R390が総合3位に入賞し、純日本人ドライバーチームが初めて表彰台に上がった。
- 2017年 - ミャンマー空軍Y-8墜落事故: ミャンマー空軍のY-8が墜落し、乗員122人が死亡[17]。
- 2017年 - 日本原子力研究開発機構は、茨城県大洗町にある大洗研究開発センターで5人が被曝した事故で、少なくとも4人が内部被曝し、50代の男性作業員の肺から最大約2万2千ベクレルの放射性物質が検出されたと発表[18]。日本国内最悪の内部被曝事故。
- 2022年 - 横浜DeNAベイスターズの今永昇太が日本プロ野球史上85人目のノーヒットノーランを達成。

## 誕生日

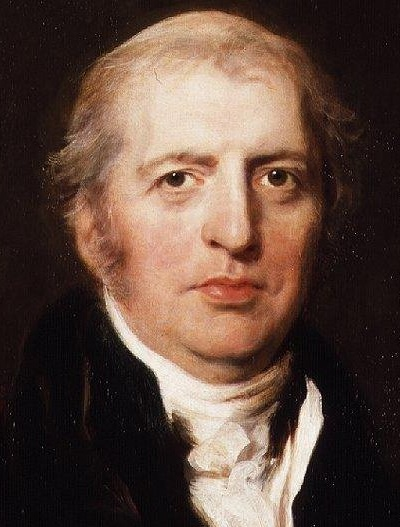
イギリスの政治家、第2代リヴァプール伯爵ロバート・バンクス・ジェンキンソン(1770-1828)誕生。

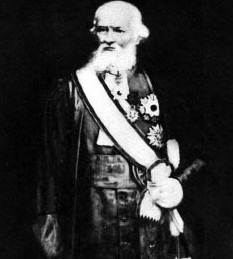
「日本近代法の父」、法学者ギュスターヴ・エミール・ボアソナード(1825-1910)誕生。政府の法律顧問として来日し、東京法学校（現在の法政大学）の教頭に就任。

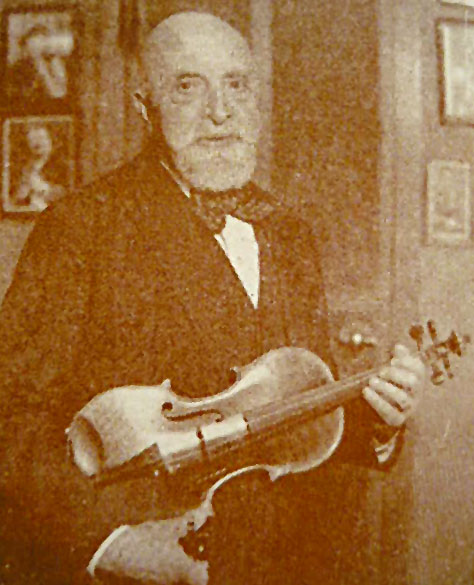
ヴァイオリニスト、レオポルト・アウアー(1845-1930)誕生。

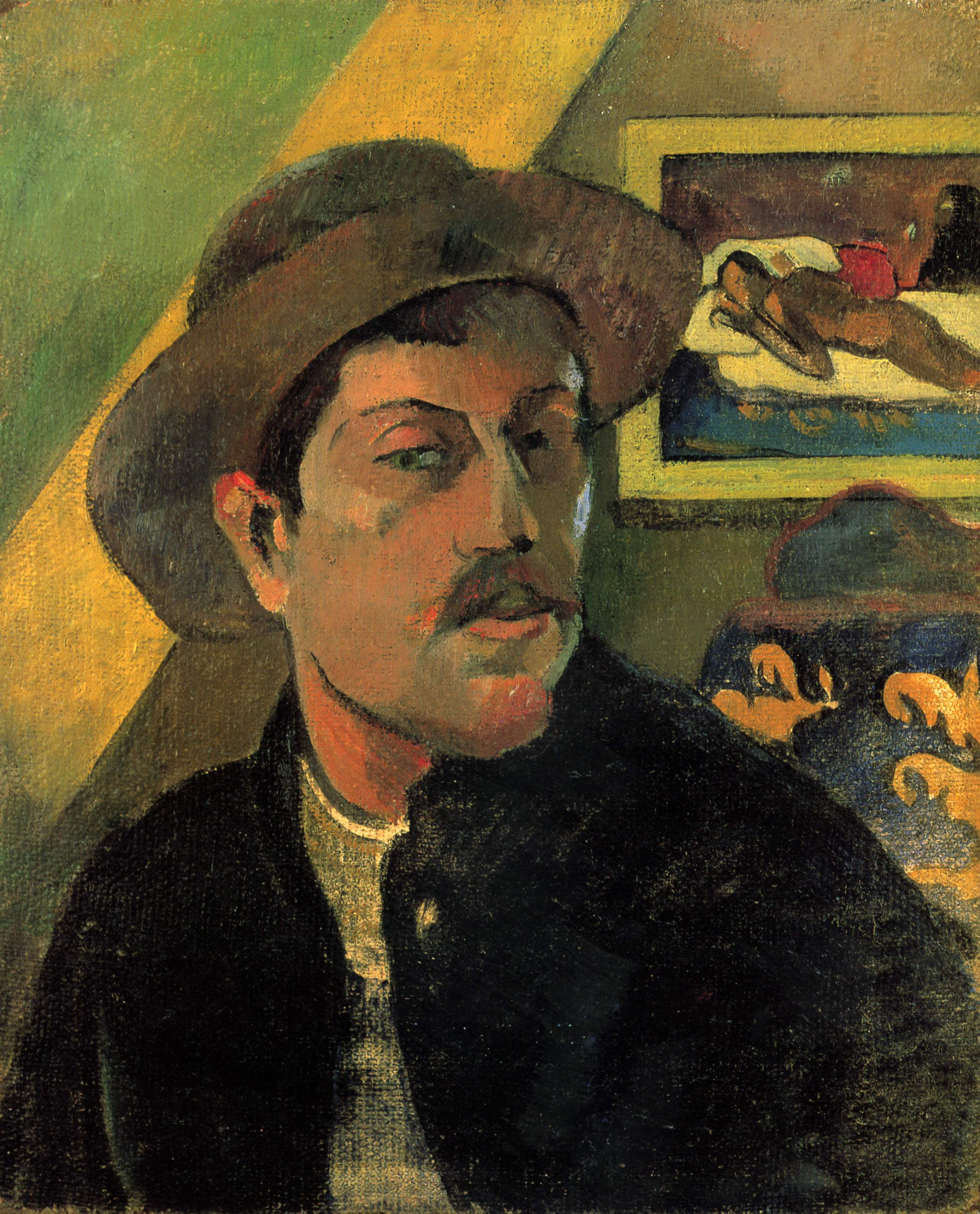
画家ポール・ゴーギャン(1848-1903)誕生。画像は自画像(1893)

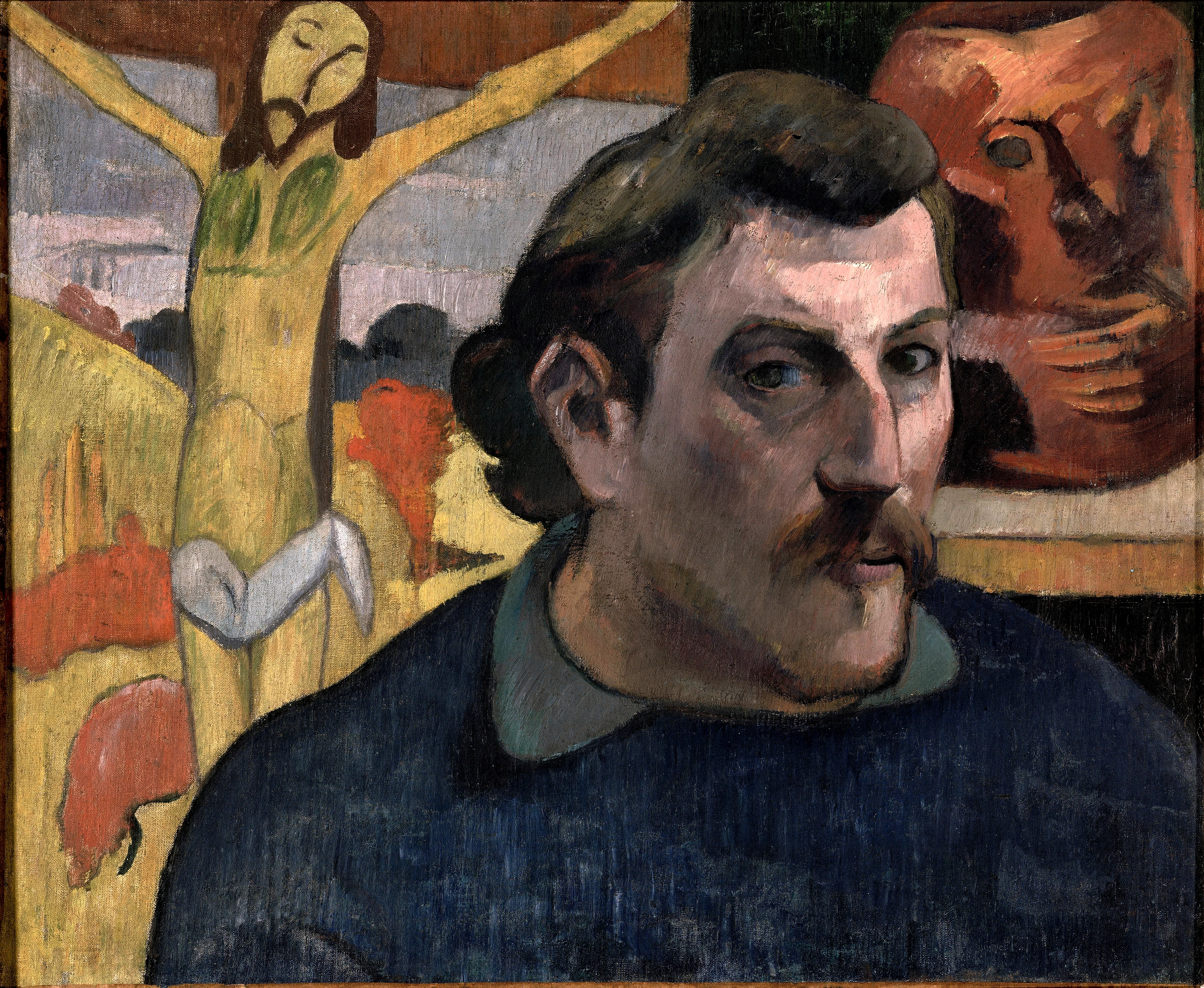
画家ポール・ゴーギャン(1848-1903)誕生。画像は『黄色いキリストのある自画像』(1889)

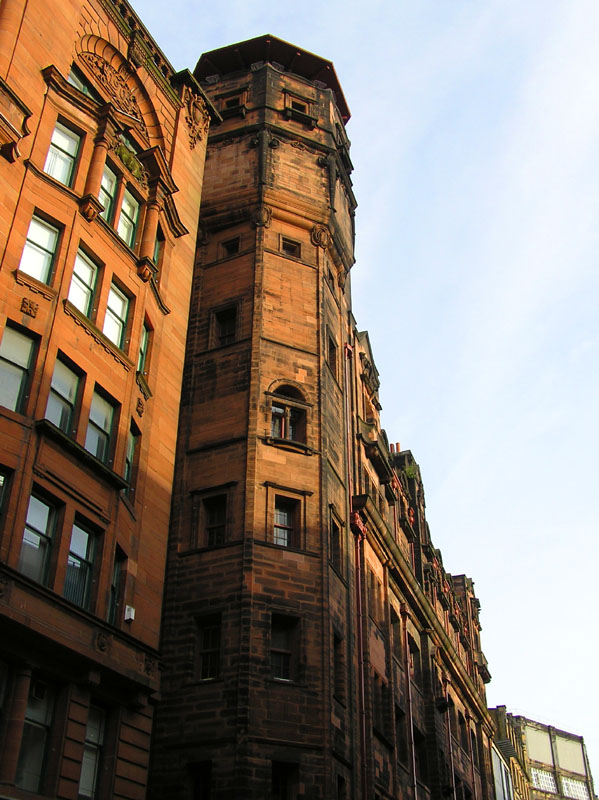
建築家チャールズ・レニー・マッキントッシュ(1868-1928)誕生。画像は『ライトハウス』(1893)

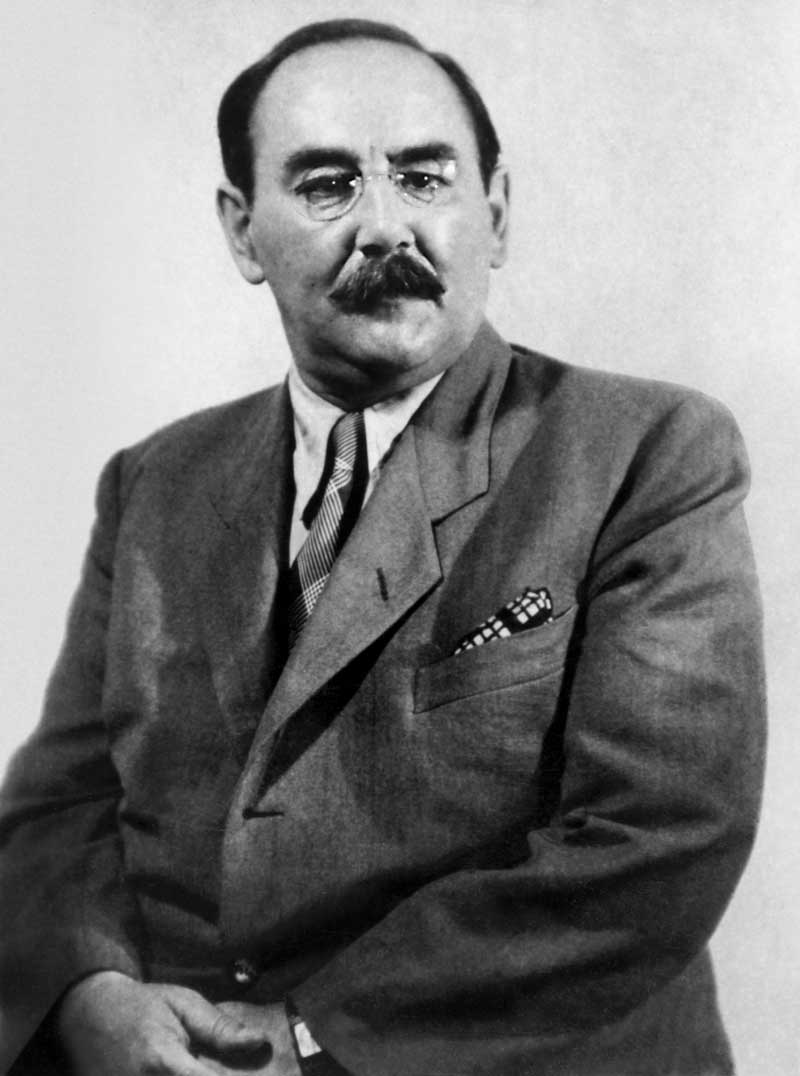
ハンガリーの政治家ナジ・イムレ(1896-1958)誕生。ハンガリー動乱でソ連の侵攻に抵抗した。

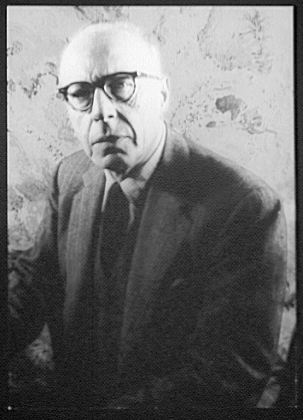
指揮者ジョージ・セル(1897-1970)誕生。

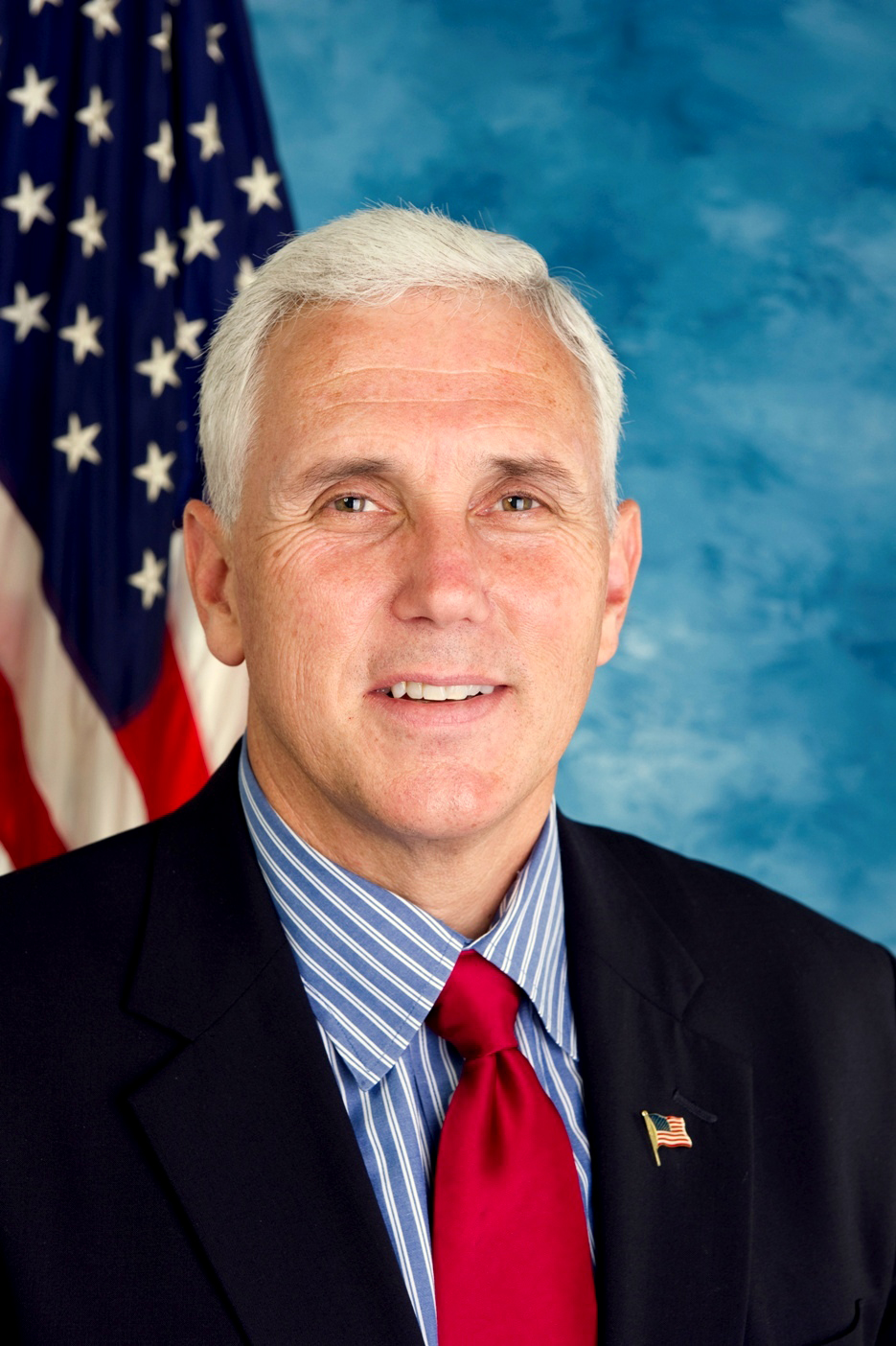
アメリカ合衆国副大統領、マイク・ペンス(1959-)誕生。

- 1003年（咸平9年5月5日） - 李元昊、西夏の初代皇帝（+ 1048年）
- 1402年（応永9年5月7日） - 一条兼良、公卿、歌人（+ 1481年）
- 1422年 - フェデリーコ・ダ・モンテフェルトロ、ウルビーノ公国の君主（+ 1482年）
- 1561年 - ヨハン7世、ナッサウ＝ジーゲン伯およびフロイデンベルク伯（+ 1623年）
- 1673年（寛文13年4月22日） - 仙石政房、但馬出石藩主（+ 1735年）
- 1686年 - アドルフ・フリードリヒ3世、神聖ローマ帝国の領邦国家メクレンブルク＝シュトレーリッツ君主（+ 1752年）
- 1691年（元禄4年5月11日） - 松平頼明、常陸府中藩主（+ 1733年）
- 1702年 - ルートヴィヒ・ゲオルク、ドイツのバーデン＝バーデン辺境伯（+ 1761年）
- 1732年（享保17年5月15日） - 保科正富、上総飯野藩主（+ 1798年）
- 1746年 - ジュール・ド・ポリニャック、ブルボン朝末期フランスの貴族、廷臣、軍人（+ 1817年）
- 1750年（寛延3年5月4日） - 井伊直朗、越後与板藩主（+ 1820年）
- 1757年 - ジョージアナ・キャヴェンディッシュ、貴族女性（+ 1806年）
- 1770年 - 第2代リヴァプール伯爵ロバート・バンクス・ジェンキンソン、イギリス首相（+ 1828年）
- 1778年 - ジョージ・ブライアン・ブランメル、セレブリティ、ダンディスト（+ 1840年）
- 1794年 - ピョートル・チャーダーエフ、哲学者　(+ 1856年)
- 1811年 - ジェームズ・シンプソン、産科医（+ 1870年）
- 1814年（文化11年4月19日） - 渡辺潔綱、和泉伯太藩主（+ 1876年）
- 1821年（文政4年5月8日） - 市橋長和、近江仁正寺藩主（+ 1882年）
- 1825年 - ギュスターヴ・エミール・ボアソナード、法学者（+ 1910年）
- 1825年 - ボリス・チチェーリン、法律学者、法史学者、政治思想家（+ 1904年）
- 1831年 - アミーリア・エドワーズ、作家、エジプト学者（+ 1892年）
- 1837年 - アロイス・ヒトラー、税関職員（+ 1903年）
- 1840年 - シャルロッテ・フォン・ベルギエン、メキシコ皇帝マクシミリアンの皇后（+ 1927年）
- 1845年 - レオポルト・アウアー、ヴァイオリニスト、指揮者、作曲家（+ 1930年）
- 1848年 - ポール・ゴーギャン、画家（+ 1903年）
- 1851年 - メアリー・ケリー、スーパーセンテナリアン（+ 1964年）
- 1862年 - フィリップ・レーナルト、物理学者（+ 1947年）
- 1868年 - チャールズ・レニー・マッキントッシュ、建築家、デザイナー、画家（+ 1928年）
- 1868年 - ジョン・タウンゼント、物理学者（+ 1957年）
- 1873年 - ランドン・ロナルド、指揮者、ピアニスト、作曲家（+ 1938年）
- 1876年 - カール・エンケル、政治家、外交官（+ 1959年）
- 1877年 - チャールズ・バークラ、物理学者（+ 1944年）
- 1879年 - クヌート・ラスムッセン、極地探検家、人類学者（+ 1933年）
- 1883年 - シルヴェイナス・モーリー、考古学者、碑文研究家（+ 1948年）
- 1886年 - アンリ・コアンダ、発明家、航空エンジニア（+ 1972年）
- 1888年 - クラレンス・デマー、陸上競技選手（+ 1958年）
- 1890年 - カール・ラシュレー、心理学者（+ 1958年）
- 1893年 - ギリス・グラフストローム、フィギュアスケート選手（+ 1938年）
- 1896年 - ナジ・イムレ、政治家、ハンガリー首相（+ 1958年）
- 1896年 - ロバート・マリケン、化学者（+ 1986年）
- 1897年 - ジョージ・セル、指揮者（+ 1970年）
- 1897年 - キリル・メレツコフ、軍人（+ 1968年）
- 1899年 - エリザベス・ボウエン、小説家（+ 1973年）
- 1899年 - ジョン・ホークス、テニス選手（+ 1973年）
- 1900年 - フレデリック・ターマン、電子工学者（+ 1982年）
- 1901年 - 石田民三、映画監督（+ 1972年）
- 1904年 - 井口新次郎、野球選手（+ 1985年）
- 1905年 - ジェームス・J・ブラドック、プロボクサー（+ 1974年）
- 1907年 - マリオ・フィリッペスキ、テノール歌手（+ 1979年）
- 1907年 - シグヴァルド・ベルナドッテ、インダストリアルデザイナー（+ 2002年）
- 1908年 - 脇田和、洋画家（+ 2005年）
- 1909年 - ジェシカ・タンディ、女優（+ 1994年）
- 1909年 - 長谷川四郎、小説家、翻訳家（+ 1987年）
- 1909年 - ヴァージニア・アプガー、医学者、麻酔科医（+ 1974年）
- 1911年 - 村川幸信、元プロ野球選手（+ 没年不詳）
- 1912年 - 奥田元宋、日本画家（+ 2003年）
- 1913年 - 芳賀直一、元プロ野球選手（+ 没年不詳）
- 1917年 - グウェンドリン・ブルックス、詩人、作家、教師（+ 2000年）
- 1917年 - ディーン・マーティン、歌手、俳優、エンターテイナー、コメディアン（+ 1995年）
- 1918年 - デル・コネル、脚本家（+ 2011年）
- 1920年 - ヨアヒム・キルシュナー、ドイツ空軍のエース・パイロット（+ 1943年）
- 1920年 - ジョルジュ・マルシェ、政治家（+ 1997年）
- 1921年 - タル・ファーロウ、ジャズギタリスト（+ 1998年）
- 1921年 - 横山三良、実業家（+ 没年不詳）
- 1924年 - ドナルド・デービス、計算機科学研究者（+ 2000年）
- 1926年 - 木部佳昭、政治家（+ 2001年）
- 1927年 - 南原宏治、俳優（+ 2001年）
- 1928年 - ジェームズ・アイヴォリー、映画監督
- 1928年 - レグ・パーク、ボディビルダー、俳優（+ 2007年）
- 1928年 - ランディ・ターピン、プロボクサー（+ 1966年）
- 1929年 - 若山セツ子、女優（+ 1985年）
- 1929年 - ジョン・ターナー、政治家（+ 2020年）
- 1929年 - アントニオ・カルバハル、元サッカー選手（+ 2023年）
- 1930年 - イウデラウド・ルイス・ベリーニ、元サッカー選手（+ 2014年）
- 1930年 - ジェラール・ジュネット、文学理論家（+ 2018年）
- 1931年 - オコト・ビテック、作家、詩人、社会学者、サッカー選手（+ 1980年）
- 1931年 - ヴァージニア・マッケンナ、女優
- 1931年 - D. M. ジャヤラトナ、政治家（+ 2019年）
- 1932年 - ティナ・ブルックス、テナー・サクソフォーン奏者（+ 1974年）
- 1933年 - ラミーヌ・ディアック、元陸上競技選手（+ 2021年）
- 1933年 - 岡崎恒子、生物学者
- 1934年 - 鈴木敬彦、実業家、第6代遠州鉄道社長（+ 2022年）
- 1934年 - 鈴木智、俳優（+ 2018年）
- 1935年 - 山本十四尾、詩人
- 1936年 - 清水マリ、声優
- 1936年 - 水野良太郎、漫画家、イラストレーター（+ 2018年）
- 1937年 - ネーメ・ヤルヴィ、指揮者
- 1938年 - 山内道雄、政治家、元島根県隠岐郡海士町長
- 1938年 - イアン・セント・ジョン、元サッカー選手（+ 2021年）
- 1939年 - エリ・クラス、指揮者（+ 2016年）
- 1940年 - トム・ジョーンズ、歌手
- 1940年 - サミュエル・リトル、シリアルキラー （+ 2020年）
- 1940年 - ロナルド・ピックアップ、俳優 （+ 2021年）
- 1941年 - ハイメ・ラレード、ヴァイオリニスト、指揮者
- 1942年 - 辻野欣也、元プロ野球選手
- 1942年 - ムアンマル・アル＝カッザーフィー、大リビア・アラブ社会主義人民ジャマーヒリーヤ国（現：リビア）の最高指導者（+ 2011年）
- 1943年 - 中山成彬、政治家
- 1943年 - 中島啓之、騎手（+ 1985年）
- 1943年 - 松川隆志、官僚
- 1943年 - スーパースター・ビリー・グラハム、プロレスラー（+ 2023年）
- 1944年 - 大下英治、作家
- 1944年 - クラレンス・ホワイト、ミュージシャン、ギタリスト（+ 1973年）
- 1944年 - カジー・ラッセル、元バスケットボール選手
- 1945年 - ヴォルフガング・シュッセル、政治家
- 1946年 - 原初也、高校野球指導者
- 1946年 - ズビグニェフ・セイフェルト、ジャズ・ヴァイオリニスト（+ 1979年）
- 1947年 - ドン・マネー、元プロ野球選手
- 1947年 - サーマン・マンソン、元プロ野球選手（+ 1979年）
- 1948年 - アントニオ・ジアス・ドス・サントス、元サッカー選手（+ 1999年）
- 1949年 - 岸部四郎、タレント、歌手、俳優 （元ザ・タイガース）（+ 2020年）
- 1950年 - 井上高志、俳優
- 1950年 - 中谷ゆみ、声優
- 1950年 - 石毛恭子、アナウンサー
- 1951年 - ボビー・マルカーノ、元プロ野球選手（+ 1990年）
- 1952年 - 窪田僚、小説家、コピーライター
- 1952年 - オルハン・パムク、作家
- 1952年 - リーアム・ニーソン、俳優
- 1953年 - 中村まり子、女優
- 1953年 - 若原瞳、女優
- 1954年 - 木田勇、元プロ野球選手
- 1954年 - ルイーズ・アードリック、小説家、詩人、児童文学作家
- 1955年 - 村本善之、騎手
- 1956年 - 千宗室 (16代)、茶道裏千家家元16代玄黙宗室
- 1957年 - 薩洲洋康貴、元大相撲力士
- 1957年 - 山下泰則、アナウンサー
- 1957年 - フアン・ルイス・ゲラ、歌手、シンガーソングライター
- 1958年 - プリンス、ミュージシャン（+ 2016年）
- 1959年 - 小林武史、音楽家（元My Little Lover）
- 1959年 - マイク・ペンス、政治家、アメリカ合衆国副大統領
- 1960年 - 荒木飛呂彦、漫画家
- 1960年 - ジム・パチョレック、元プロ野球選手
- 1960年 - 松下一也、ミュージシャン（+ 2004年）
- 1960年 - 和田秀樹、精神科医、評論家
- 1961年 - 白井一幸、元プロ野球選手
- 1961年 - 岡崎郁、元プロ野球選手
- 1961年 - 手塚理美、女優
- 1962年 - 秋山大学、俳優
- 1962年 - 黒澤琢弥、レーシングドライバー
- 1962年 - ランス・レディック、俳優、ミュージシャン（+ 2023年）
- 1963年 - 厦門潤、漫画家
- 1964年 - 徳永善也、ミュージシャン（元チェッカーズ）（+ 2004年）
- 1964年 - 永井利光、ミュージシャン
- 1964年 - 相場勤、元野球選手
- 1965年 - ダミアン・ハースト、現代芸術家
- 1965年 - ミック・フォーリー、プロレスラー
- 1966年 - 喜田あゆ美、声優[19]、女優
- 1967年 - 阪倉裕二、元サッカー選手、指導者
- 1967年 - デイヴ・ナヴァロ、ギタリスト（レッド・ホット・チリ・ペッパーズ）
- 1969年 - 片岡知子、音楽家（インスタントシトロン）（+ 2020年）
- 1969年 - 加藤高康、元プロ野球選手
- 1970年 - 平良幸一、元プロ野球選手
- 1970年 - 大神友明、元サッカー選手
- 1970年 - カフー、元サッカー選手
- 1970年 - チャ・スンウォン、俳優
- 1971年 - 大内貴志、元プロ野球選手
- 1972年 - 揚田亜紀、タレント、実業家
- 1972年 - 小山真理、アナウンサー
- 1972年 - カール・アーバン、俳優
- 1973年 - 寺本比呂文、元プロ野球選手
- 1973年 - 佐々木健一、元プロ野球選手
- 1973年 - 板橋恵、元バレーボール選手
- 1974年 - 穴井夕子、タレント
- 1974年 - マヘシュ・ブパシ、テニス選手
- 1974年 - ベア・グリルス、作家、冒険家
- 1974年 - 榎木和貴、元陸上選手、指導者
- 1975年 - 工藤賢二、元野球選手、指導者
- 1975年 - アレン・アイバーソン、バスケットボール選手
- 1976年 - 天衝、アニメ演出家、監督
- 1977年 - 松田純、タレント
- 1977年 - 矢部美穂、タレント
- 1977年 - 高柳大輔、調教師
- 1977年 - 朴明桓、元プロ野球選手
- 1978年 - 佐藤茜、アナウンサー
- 1978年 - 小田孔明、プロゴルファー
- 1978年 - 三浦敦子、元女優
- 1978年 - 林韋君、女優
- 1978年 - エイドリアン・フランツ、女優
- 1978年 - ビル・ヘイダー、俳優、コメディアン、声優、プロデューサー、監督、脚本家
- 1979年 - アナ・トーヴ、女優
- 1979年 - Brave Brothers、音楽プロデューサー、ミュージシャン
- 1979年 - シン・チクワマン、お笑い芸人
- 1979年 - 田中健太郎、元プロ野球選手
- 1979年 - チェイス・ランビン、元プロ野球選手
- 1979年 - 池端陽介、サッカー選手
- 1979年 - 手島和希、元サッカー選手
- 1979年 - 山本義幸、アナウンサー
- 1980年 - 諫山実生、ミュージシャン
- 1980年 - イバン・マルドナド、野球選手
- 1980年 - ベルニ・ロドリゲス、バスケットボール選手
- 1980年 - ヘンカ・ブラックスミス、ミュージシャン
- 1981年 - アンナ・クルニコワ、テニス選手
- 1981年 - マルコ・グイーダ、サッカー審判員
- 1982年 - 塩谷瞬、俳優
- 1982年 - 和田美枝、漫才師（女と男）
- 1982年 - 高橋賢行、バレーボール選手
- 1982年 - 原口真英、バスケットボール選手
- 1982年 - 松岡健一、元プロ野球選手
- 1982年 - 下小鶴綾、元サッカー選手
- 1983年 - 浅見れいな、女優
- 1983年 - マーク・ロウ、プロ野球選手
- 1983年 - ダグ・マシス、元プロ野球選手
- 1983年 - SJ、お笑い芸人（GAG）
- 1983年 - 木島ユタカ、三味線奏者
- 1984年 - 牧田哲也、俳優（D-BOYS）
- 1984年 - 藤沢瀬里菜、女優
- 1984年 - 将司昂親、元大相撲力士
- 1985年 - 三宅麻理恵、声優
- 1985年 - 板川侑右、テレビプロデューサー、演出家
- 1985年 - カレン・ロバート、元サッカー選手
- 1985年 - 北勝国英明、元大相撲力士
- 1986年 - 鈴木悠二、元バレーボール選手、指導者
- 1986年 - 佐藤秀和、陸上選手
- 1986年 - 市川卓、元プロ野球選手
- 1986年 - 高橋勇丞、元プロ野球選手
- 1987年 - 高麗美菜、元グラビアアイドル
- 1988年 - 吉田早希、グラビアアイドル
- 1988年 - 木村珠莉、声優
- 1988年 - 若狭与志枝、プロボクサー
- 1988年 - マイケル・セラ、俳優
- 1988年 - フィリップ・ティッシェンドルフ、フィギュアスケート選手
- 1989年 - 小林誠司、プロ野球選手
- 1990年 - 高島良介、俳優
- 1990年 - 柳沢太介、俳優
- 1990年 - アリソン・シュミット、競泳選手
- 1990年 - イギー・アゼリア、ラッパー
- 1990年 - 米澤かおり、フリーアナウンサー
- 1991年 - 岩谷美里、野球選手
- 1991年 - エミリー・ラタコウスキー、ファッションモデル、女優
- 1992年 ｰ ジョーダン・クラークソン、バスケットボール選手
- 1993年 - ジョーダン・フライ、俳優、声優
- 1993年 - ジヨン、女優、モデル、歌手
- 1993年 - 三好匠、元プロ野球選手
- 1993年 - 呉念庭、プロ野球選手
- 1993年 - ジョージ・エズラ、シンガーソングライター
- 1993年 - スウェイ・リー、ラッパー、歌手、ソングライター、ヒップホップミュージシャン
- 1994年 - 大崎望絵、女優
- 1994年 - 島田智之介、俳優
- 1994年 - 柴田真果、バレーボール選手
- 1995年 - 今井みどり、モデル、レースクイーン
- 1995年 - 鈴木祐、騎手
- 1996年 - 新田桃子、女優
- 1996年 - 宗佑磨、プロ野球選手
- 1996年 - 進藤亮佑、サッカー選手
- 1996年 - 大島拓海、柔道選手
- 1996年 - クリスチャン・マキャフリー、アメリカンフットボール選手
- 1996年 - さユり、シンガーソングライター（+ 2024年）
- 1997年 - 渡邉大樹、プロ野球選手
- 1997年 - 川嶋百香、競輪選手
- 1997年 - デビッド・モンゴメリー、アメリカンフットボール選手
- 1998年 - 南ゆうき、プロレスラー、グラビアアイドル
- 1999年 - 市瀬千里、サッカー選手
- 2000年 - 田中優香[20]、アイドル（元HKT48）
- 2000年 - 小園海斗、プロ野球選手
- 2000年 - 加瀬直輝、サッカー選手
- 2000年 - 瀬古歩夢、サッカー選手
- 2000年 - 森海渡、サッカー選手
- 2000年 - 大の里泰輝、大相撲第75代横綱
- 2001年 - 石塚綜一郎、プロ野球選手
- 2002年 - 村山蒼也、俳優
- 2002年 - 橋本悠、サッカー選手
- 2002年 - みゆな、シンガーソングライター
- 2003年 - 西田汐里、アイドル（BEYOOOOONDS）
- 2003年 - 野村和輝、プロ野球選手
- 2005年 - 荻野心、モデル
- 生年不詳 - 鈴華ゆう子、ミュージシャン（和楽器バンド）
- 生年不詳 - 千道万里、漫画家（PEACH-PIT）
- 生年不詳 - 竹田真理子、漫画家
- 生年不詳 - 川口雅代、声優
- 生年不詳 - 那村有香、声優

## 忌日

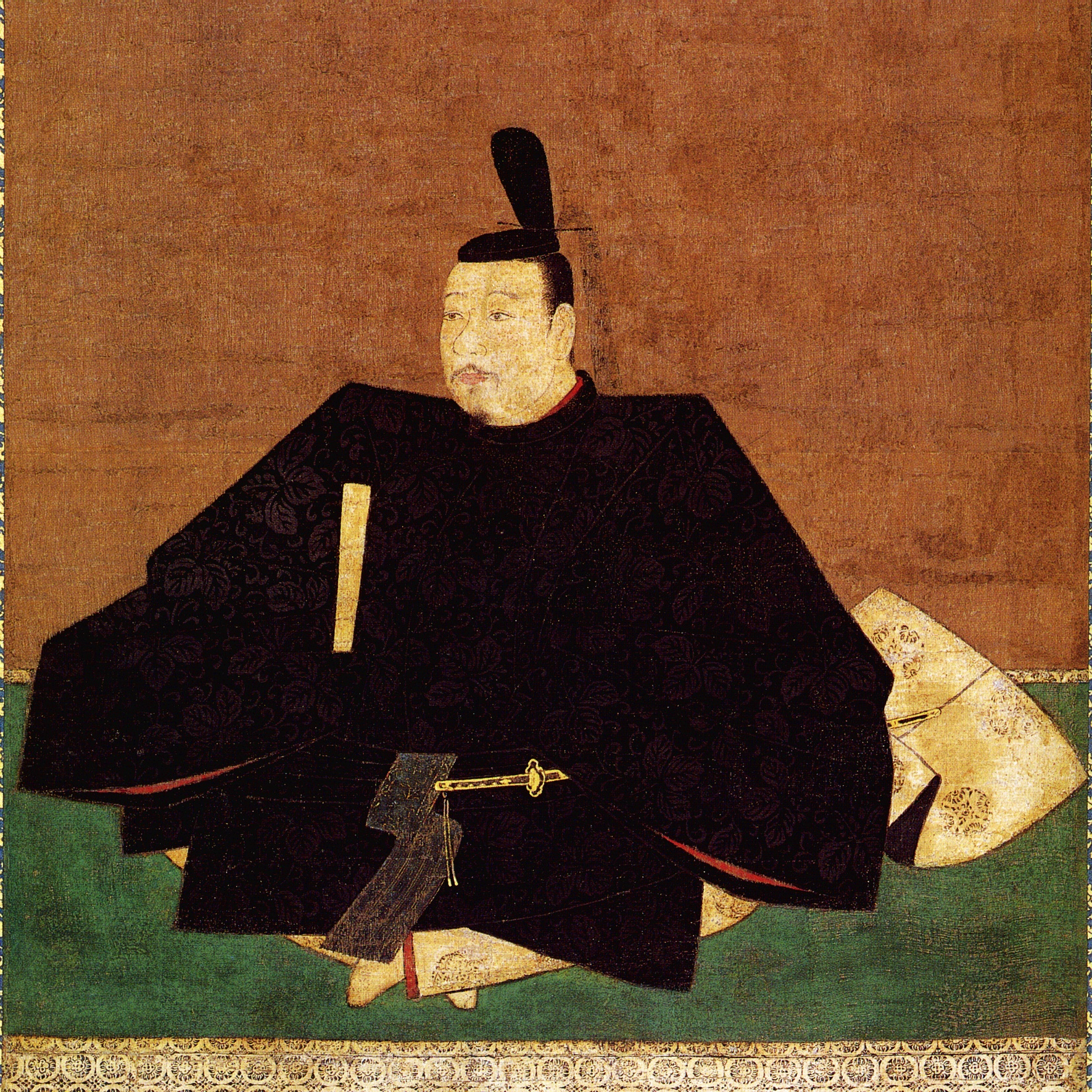
室町幕府を開いた足利尊氏(1305-1358)没。画像は、浄土寺蔵、絹本著色伝足利尊氏像。

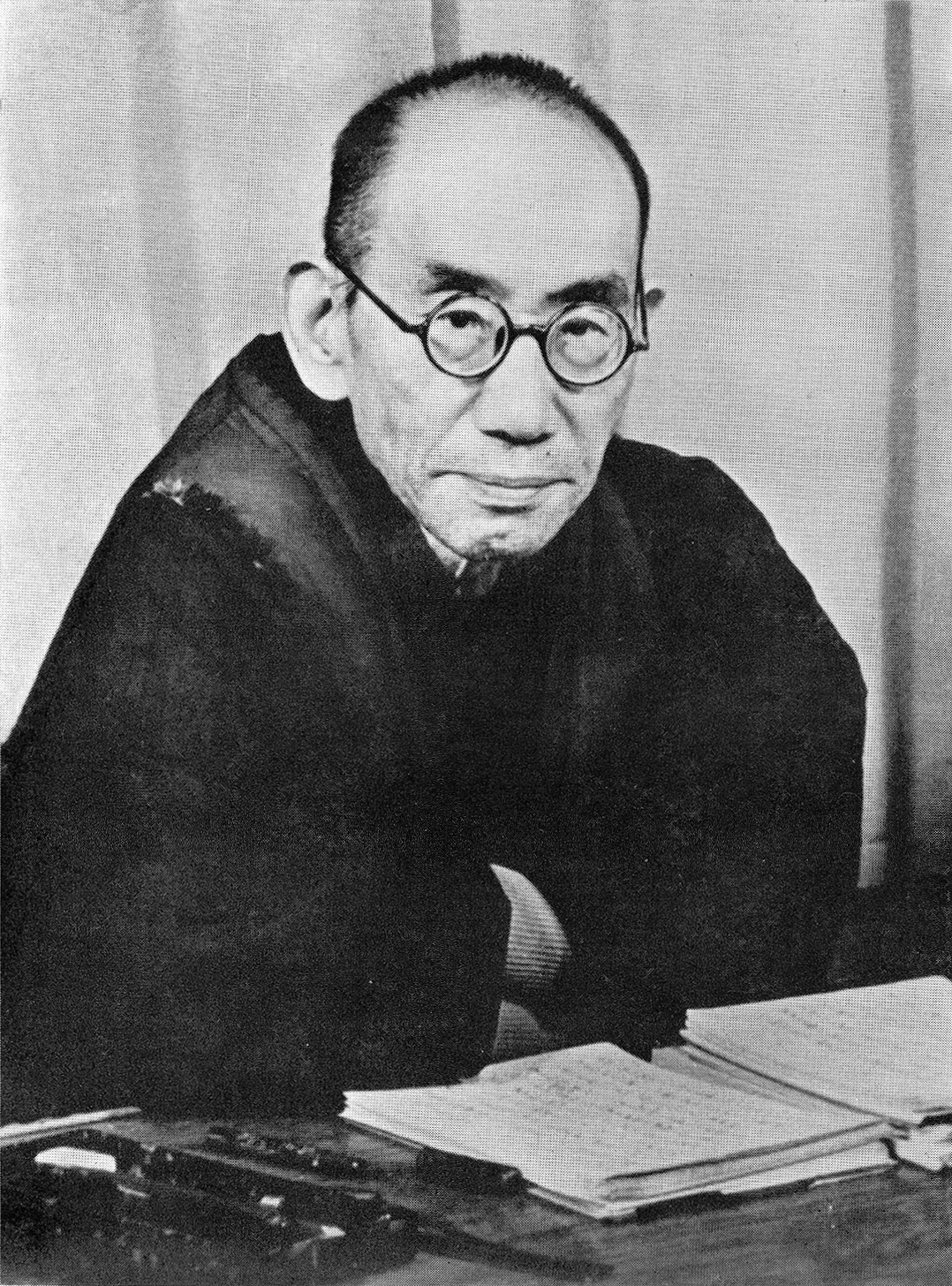
哲学者西田幾多郎(1870-1945)没。

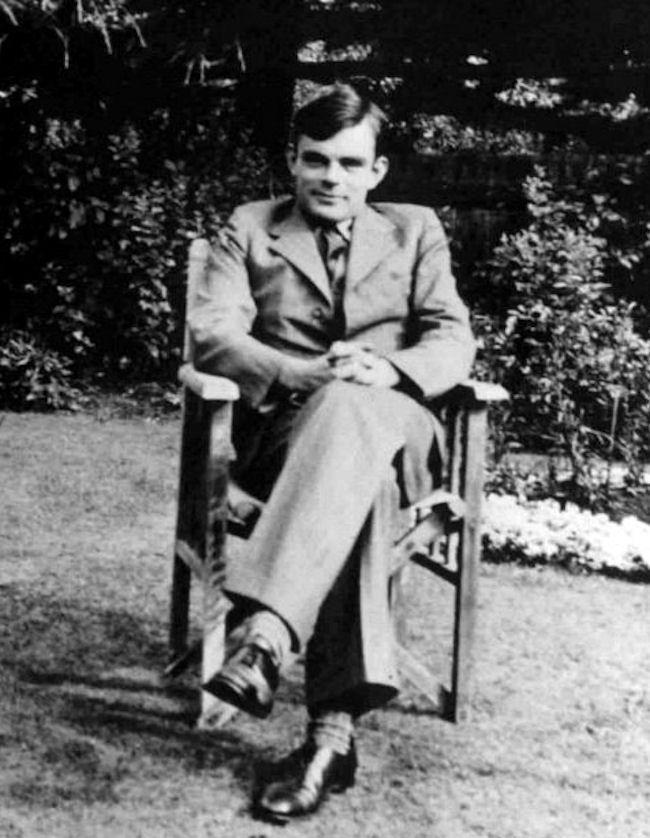
数学者アラン・チューリング(1912-1954)没。

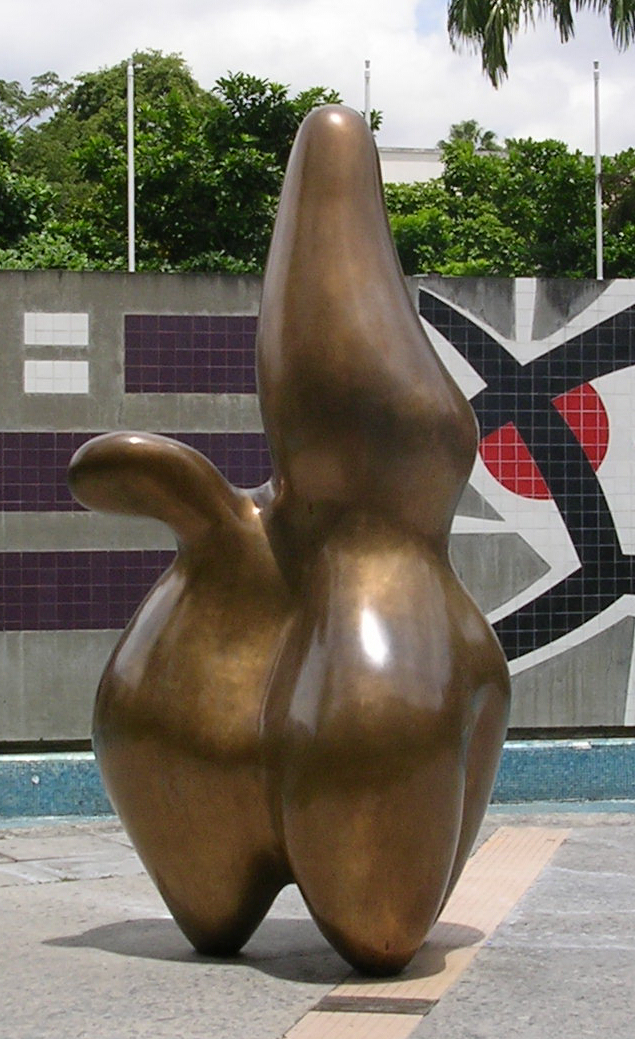
彫刻家ジャン・アルプ(1886-1966)没。像画は『雲の羊飼い』(1953)。

- 960年（天徳4年5月6日） - 藤原師輔、平安時代の公卿（* 908年）
- 1329年 - ロバート1世、スコットランド王（* 1274年）
- 1358年（延文3年/正平13年4月30日） - 足利尊氏、室町幕府初代将軍（* 1305年）
- 1492年 - カジミェシュ4世、ポーランド王（* 1427年）
- 1612年（慶長17年5月8日） - 近衛前久、安土桃山時代の公卿（* 1536年）
- 1821年 - トゥドル・ウラジミレスク、ワラキア農民蜂起の指導者（* 1780年）
- 1826年 - ヨゼフ・フォン・フラウンホーファー、光学技術者（* 1787年）
- 1840年 - フリードリヒ・ヴィルヘルム3世、プロイセン王（* 1770年）
- 1848年 - ヴィッサリオン・ベリンスキー、文芸評論家（* 1811年）
- 1876年 - ジョゼフィーヌ・ド・ボアルネ、スウェーデン王オスカル1世の妃（* 1807年）
- 1891年 - 中村正直、啓蒙思想家（* 1832年）
- 1935年 - イヴァン・ミチューリン、生物学者（* 1855年）
- 1937年 - ジーン・ハーロウ、女優（* 1911年）
- 1945年 - 西田幾多郎、哲学者（* 1870年）
- 1951年 - オットー・オーレンドルフ、ナチス・ドイツの親衛隊中将（* 1907年）
- 1954年 - アラン・チューリング、数学者（* 1912年）
- 1964年 - 高群逸枝、民俗学者、詩人（* 1891年）
- 1965年 - ジュディ・ホリデイ、女優（* 1921年）
- 1966年 - 安倍能成、教育者、評論家、哲学者（* 1883年）
- 1966年 - ジャン・アルプ、彫刻家、画家、詩人（* 1886年）
- 1968年 - ダン・デュリエ、俳優（* 1907年）
- 1970年 - E・M・フォースター、小説家（* 1879年）
- 1976年 - 嶋田繁太郎、日本の海軍大臣（* 1883年）
- 1977年 - オットー・カイザー、フィギュアスケート選手（* 1901年）
- 1978年 - ロナルド・ノーリッシュ、化学者（* 1879年）
- 1980年 - ヘンリー・ミラー、小説家（* 1891年）
- 1981年 - 琴ヶ濱貞雄、大相撲力士（* 1927年）
- 1987年 - 呉昌征、元プロ野球選手（* 1916年）
- 1995年 - 久松定武、政治家、愛媛県知事（* 1899年）
- 2001年 - ビクトル・パス・エステンソロ、政治家、ボリビア大統領（* 1907年）
- 2002年 - フランシスコ・エスクデロ、作曲家（* 1912年）
- 2002年 - リリアン・バエル、ベルギー王レオポルド3世王妃（* 1916年）
- 2004年 - コロムビア・トップ、漫才師、政治家（* 1922年）
- 2006年 - 代田銀太郎、陸軍軍人、作詞家（* 1914年）
- 2006年 - 大橋節夫、歌手、スチールギター奏者（* 1925年）
- 2006年 - 岡野加穂留、政治学者、第11代明治大学学長（* 1929年）
- 2006年 - ジョン・テンタ、プロレスラー（* 1963年）
- 2006年 - アブー・ムスアブ・アッ＝ザルカーウィー、テロリスト（* 1966年）
- 2008年 - ディーノ・リージ、映画監督（* 1916年）
- 2008年 - 寛吉、大相撲呼出（* 1930年）
- 2008年 - ホルスト・スコッフ、テニス選手（* 1968年）
- 2009年 - ピーター・タウンゼント、社会学者（* 1928年）
- 2011年 - ホルヘ・センプルン、作家、脚本家、政治家（* 1923年）
- 2011年 - 吉田学、海上自衛官、第15代海上幕僚長（* 1927年）
- 2011年 - 西田利貞、霊長類学者、京都大学名誉教授、日本モンキーセンター所長（* 1941年）
- 2011年 - ヘナロ・エルナンデス、プロボクサー、元WBA・WBC世界スーパーフェザー級王者（* 1966年）
- 2012年 - 原口庄輔、言語学者、英語学者、筑波大学名誉教授（* 1943年）
- 2012年 - ボブ・ウェルチ、音楽家（* 1945年）
- 2012年 - マヌエル・プレシアード、サッカー選手、指導者（* 1957年）
- 2012年 - アービド・ハーミド・マフムード、陸軍軍人（* 1957年）
- 2013年 - 谷川道雄、東洋史学者、京都大学名誉教授（* 1925年）
- 2013年 - 橋村三郎、医学者、神経生理学者、鹿児島大学名誉教授（* 1926年）
- 2013年 - ピエール・モーロワ、政治家、元フランス首相、元リール市長（* 1928年）
- 2013年 - 藤居寛、実業家、元帝国ホテル社長（* 1930年）
- 2014年 - フェルナンドン、サッカー選手（* 1978年）
- 2015年 - クリストファー・リー、俳優（* 1922年）
- 2016年 - 一柳東一郎、ジャーナリスト、元朝日新聞社社長（* 1925年）
- 2016年 - 園部一成、政治家、元大阪府門真市長（* 1938年）
- 2016年 - 小嶋悠司、日本画家、京都市立芸術大学名誉教授（* 1944年）
- 2018年 - デビッド・ダグラス・ダンカン、従軍カメラマン、報道写真家（* 1916年）
- 2018年 - 日高六郎、社会学者（* 1929年）
- 2019年 - 上井久義、民俗学者、関西大学名誉教授（* 1932年）
- 2019年 - 保志忠彦、実業家、第一興商創業者（* 1938年）
- 2019年 - トニー・ロダム、実業家（* 1954年）
- 2020年 - 劉愛琴、教育者（* 1927年）
- 2020年 - 田畑精一、絵本作家、挿絵画家（* 1931年）
- 2020年 - いーむす・アキ、漫画家（* 生年不詳）
- 2021年 - 大竹利典、武道家、天真正伝香取神道流師範（* 1926年）
- 2021年 - 渡辺滉、実業家、元三和銀行（現三菱UFJ銀行）頭取（* 1930年）
- 2021年 - 柳想鐵、元サッカー選手、指導者（* 1971年）
- 2022年 - カール・フォン・ヴュルテンベルク、実業家、ヴュルテンベルク家家長（* 1936年）
- 2023年 - コシロ・バジリ、プロレスラー、第12代WWE王者（* 1942年）
- 2024年 - ウィリアム・アンダース、空軍軍人、宇宙飛行士、外交官（* 1933年）
- 2024年 - 鈴木望、官僚、政治家、元静岡県磐田市長（* 1949年）

## 記念日・年中行事

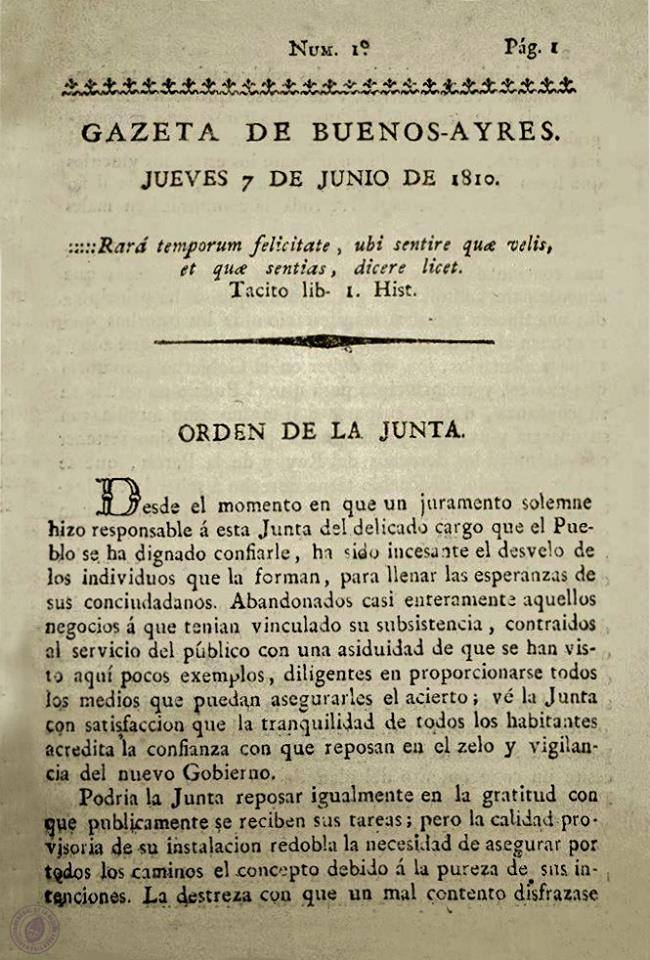
アルゼンチンの「ジャーナリストの日」

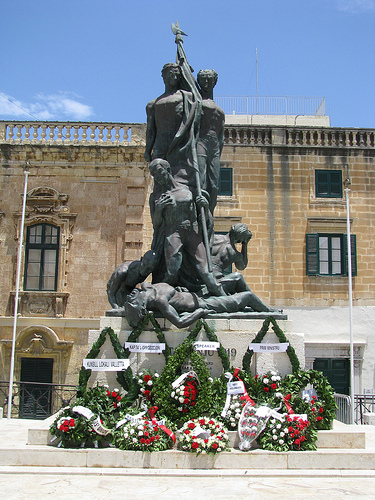
マルタの祝日「Sette Giugno」

- ジャーナリストの日（ アルゼンチン）
1810年のこの日、五月革命を主導したマリアノ・モレノらが『Gazeta de Buenos Ayres（ブエノスアイレス新聞）』を創刊したことを記念して1938年に制定。
- セッテ・ジューニョ（ マルタ）
1919年のイギリス支配に反対する暴動を記念し、英軍によるマルタ市民への発砲による4人の犠牲者を追悼する祝日。セッテ・ジューニョ（Sette Giugno）はイタリア語で「6月7日」の意。
- 連邦解体記念日（英語版）（ ノルウェー）
1905年のこの日、ノルウェー議会で同君連合スウェーデン＝ノルウェーからの分離・独立を宣言したことを記念。
- 国旗の日（ ペルー）
- 母親大会記念日（ 日本）
1955年のこの日、第1回「日本母親大会」が東京で開催されたことを記念。母親たちの社会活動の意欲がこの大会によって高まったと言われている。
- 緑内障を考える日（ 日本）
緑内障の患者やその家族で作る「緑内障フレンド・ネットワーク」が制定。「りょく(6)ない(7)しょう」の語呂合わせから[21]。
- むち打ち治療の日（ 日本）
むち打ち治療協会が制定。「む(6)ちうちをな(7)おそう」の語呂合わせから[22]。
- ムダ毛なしの日（ 日本）
夏に向けて素肌を出し始める女性に、すべすべの肌を手に入れてほしいとの願いから、レキッドベンキーザー・ジャパン株式会社が制定。日付は「ムダ毛（6）なし（7）」の語呂合わせから[23]。
- 計量記念日（ 日本、1952年 - 1992年）
通商産業省（現：経済産業省）が1952年に制定。1951年6月7日、それまでの「度量衡法」を全面的に改正した「計量法」が公布されたことを記念。1993年11月1日に「計量法」が全面改正されたのに伴い、計量記念日は11月1日に変更された[24]。